# Ungaliophis
Ungaliophis is een geslacht van slangen uit de familie reuzenslangen (Boidae). 

## Naam en indeling
De wetenschappelijke naam van de groep werd voor het eerst voorgesteld door Fritz Müller in 1880.
Er zijn twee soorten, die beide niet vertegenwoordigd worden door ondersoorten.

## Verspreidingsgebied
De soorten komen voor in delen van Midden- en Zuid-Amerika en leven in de landen Mexico, Guatemala, Honduras, Nicaragua, Costa Rica, Panama en Colombia.

## Soorten
Het geslacht omvat de volgende soorten, met de auteur en het verspreidingsgebied.
| Naam                      | Auteur        | Verspreidingsgebied                     |
| ------------------------- | ------------- | --------------------------------------- |
| Ungaliophis continentalis | Müller, 1880  | Mexico, Guatemala, Honduras, Nicaragua  |
| Ungaliophis panamensis    | Schmidt, 1933 | Nicaragua, Costa Rica, Panama, Colombia |